# 奇塔普尔
奇塔普尔（Chitapur），是印度卡纳塔克邦Gulbarga县的一个城镇。总人口26974（2001年）。

## 人口
该地2001年总人口26974人，其中男性13597人，女性13377人；0—6岁人口4354人，其中男2272人，女2082人；识字率46.17%，其中男性为54.22%，女性为37.98%。